# Fascisme
Fascisme (italiensk: fascismo) refererer oprindeligt til en autoritær, politisk bevægelse, som styrede Italien fra 1922 til 1943 under ledelse af Benito Mussolini. Siden 1960'erne er fascisme dog også blevet opfattet som navnet på en politisk ideologi. Dette bestrides dog af en række politologer.
Fascistpartiets symbol er et stavknippe kaldet en fasces, som i det gamle Rom var liktorernes symbol, hvis hovedopgave var at beskytte de romerske magistrater. Militariseringen var ikke kun gennem symboler, men også gennem paramilitære grupper, hvilket nåede sit højdepunkt i mellemkrigstiden. Økonomisk var særligt Italien organiseret omkring korporatisme, hvor staten agerede mægler mellem arbejdstager og arbejdsgiver, men hvor staten primært skulle sikre at det fælles bedste blev udfaldet.
Rundt om i Europa opstod der flere fascistiske stater med Italien og senere Tyskland (1933) som de mest prominente eksempler. I flere sammenhænge inddrages Francos Spanien også i rækkerne af fascistiske lande. Også Portugal, Rumænien, Østrig, og Ungarn var aktive i forbindelse med dannelser af fascistvenlige regeringer ligesom Frankrig, Belgien og Finland omend kun i kortere perioder. Kun i Skandinavien, Holland og Storbritannien opnåede disse partier ringe tilslutning.

## Fascismens baggrund og kerne
| Spændinger i begrebet fascisme | Spændinger i begrebet fascisme | Spændinger i begrebet fascisme |
| ------------------------------ | ------------------------------ | ------------------------------ |
| Fascisme                       | Nazisme                        |                                |
| Tilbedelse af staten           | Staten som et fartøj           |                                |
| Chauvinistisk nationalisme     | Ekstrem nationalisme           |                                |
| Voluntarisme                   | Essentialisme                  |                                |
| National storhed               | Biologisk overlegenhed         |                                |
| Organisk enhed                 | Racerenhed / eugenik           |                                |
| Pragmatisk antisemitisme       | Folkemords antisemitisme       |                                |
| Futurisme / modernisme         | Bondeideologi                  |                                |
| Korporatisme                   | Krigsøkonomi                   |                                |
| Kolonial udvidelse             | Verdensherredømme              |                                |

Fascismen som begreb har sit ophav i Italien, og dermed lægger gennemgangen vægt på den italienske opfattelse med afstikkere til den nazistiske variant. Ordet "fascisme" stammer fra fascese, der er en samling grene eventuelt med et økseblad påsat. Dette skal demonstrere magistraternes magt i det Romerske Imperium. I 1890'erne bliver begrebet brugt for socialistiske revolutionære grupper. Det var først med Benito Mussolini, at begrebet blev brugt til at beskrive væbnede paramilitære grupper. Hvor liberalisme, konservatisme og socialisme var ideologier med rod i 1800-tallets omvæltning, var fascismen som ideologi et barn af det 20. århundrede. Fascismen blev set som et opgør med oplysningen, hvilket blandt andet ses i det fascistiske Italiens slogan, "Tro, adlyd, kæmp" (på italiensk, "Credere, Obbedire, Combattere") eller "Orden, autoritet og retfærdighed" modsat Den Franske Revolutions, "Frihed, lighed og broderskab."
Spørgsmålet om fascismens ophav er omstridt. Således kan ingen faktor alene tilskrives som værende fascismens årsag. I stedet skal den ses som et resultat af forskellige historiske årsager, som var til stede i mellemkrigstiden. Demokratier var ved at blive etableret, og dermed havde de demokratiske værdier endnu ikke rodfæstet sig. Autoritære værdier levede stadig i bedste velgående. En anden faktor er den industrielle revolution som europæiske samfund havde undergået, hvilket truede en middelklasse bestående af skomagere, bønder og andre håndværkere, som følte sig presset af storindustrien og den organiserede arbejdskraft. Det var her fascister fandt deres medlemmer. Endelig tilskrives Den Russiske Revolution i 1917 også forklaringskraft, idet mange med ejendom frygtede socialismen. Det er særligt de sidstnævnte årsager, der forklarer fascismens modstand mod både kapitalisme og socialisme. Men det skulle blive den økonomiske krise i 1930'erne, der gav nådesstødet til de skrøbelige demokratier. Sammen med uløste stridigheder fra 1. Verdenskrig, blev der grobund for rivaliseringer og nationalisme.

### Staten
Nationalismen blev en væsentlig del af fascismen, eftersom netop fascistiske partier havde fokus på national enhed snarere end klassekamp. Ifølge politologen Juan Linz ønskede de at genoprette den nationale identitet snarere end en selvbevidst moderne orden. Dermed får staten, som i statssocialistiske samfund, en central rolle.
"For facisten er staten alting, og intet menneskeligt eller spirituelt eksisterer, eller har endog værdi, uden for staten. I denne forstand er fascisme totalitær, og den Fascistiske Stat – syntesen og foreningen af alle værdier – fortolker, udvikler og giver styrke til et helt folks liv [...]. I den fascistiske stat er individet ikke undertrykt, men snarere multipliceret, ligesom blandt et regiment soldater, der ikke er svækket men styrket ganget med antallet af kammerater." (Mussolini, 1932).
Mussolinis tanke var, at folket som sådan ikke eksisterer uden for staten, men det er netop gennem enheden og antallet, at den enkelte bliver styrket. Staten er målet for fascistiske partier, hvormed partiet blot bliver redskabet til at overtage staten. Når denne er nået, bliver partiet uvigtigt. En anden måde at udtrykke statens vigtighed er gennem filosoffen Giovanni Gentile (1875-1944), der sagde "Alt for staten; intet mod staten; intet udenfor staten."

### Fremskridt
Den italienske fascisme ønskede at fremstille sig selv som moderniserende, en ideologi som omfavnede teknologi og industri.

### Økonomiske organisering
På trods af fascistens forkærlighed for staten, ønsker denne ikke en kollektivisering af økonomien på linje med sovjetiske nationaliseringer. Bannerføreren for den italienske fascismes økonomiske politik var Alfredo Rocco. Denne mente at korporatisme, der opponerer mod både det frie marked og planøkonomier, var at foretrække (se også ovenfor). Kapitalisme fører til en ustyrlig jagt på profit, og planøkonomien er håbløst forbundet med klassekampen. Korporatisme, derimod, er baseret på en idé om at private virksomheder er forbundet med arbejdskraft i en organisk og spirituel helhed. Sociale klasser behøver ikke konflikte med hinanden, men kan arbejde sammen i harmoni. Dette medfører både økonomisk og moralsk regenerering. Dermed eleveres statens position til en position som mediator mellem klasser, hvor fokus er på det fælles bedste.

### Raceteori
Raceteori eller racialisme er ofte forbundet med fascisme og racehygiejne. Hvor særligt Nazityskland havde et fokus på "racens renhed", var Mussolinis Italien mere fokuseret på statens overhøjhed i forhold til individet. Dermed var alle i teorien inkluderet. I 1937 gennemførte Mussolini en række love mod jøder, hvilket blot var for at tilpasse sig Adolf Hitler snarere end ud fra en ideologisk tankegang.

#### Adolf Hitler og det nazistiske syn på racer
Anvendelsen af ordet "race" relaterede sig til biologiske forskelle blandt individer. Hvor det var muligt at opgive og ændre nationalitet, var det ikke muligt at opgive eller ændre race. Dette blev et fikspunkt for nazisterne, som mente at der netop var "forskel på folk" via racen. Og ikke alle racer var lige gode. Den ariske race blev opfattet som en herrerace. Ariere fandtes typisk i det nordlige Europa.
Det nazistiske syn på racer er en kombination af racerelateret antisemitisme og socialdarwinisme, hvor førstnævnte har været kendt i Europa i mange år og særligt i Østeuropa. Det skyldes blandt andet opfattelsen af at jøderne var skyld i Jesus Kristus død, samt at de nægtede at konvertere til kristendommen. Det havde den følgelig effekt, at jøder blev identificeret ved "biologiske" kendetegn. Hitler mente, at jøderne ikke havde forandret sig, hvormed de let lod sig identificere. Og netop fordi Hitler så jøden som den ariske races hovedfjende, blev det imperativt for nazisterne at identificere og udrydde jøderne.

## Fascisme som ideologi
Begrebet ideologi defineres af Merriam-Webster som en systematisering af begreber, der omhandler menneskeligt liv og kultur eller som integrerede antagelser, teorier og mål, der tilsammen udgør et sociopolitisk program. Reference.com har en lignende definition. De siger at der er tale om en doktrin, myte, tro etc. der vejleder et individ, social bevægelse, institution, klasse eller større gruppe. Det betyder, at hvis fascisme skal defineres som en ideologi, skal det overholde de definitoriske krav.
Hugh Trevor-Roper udtalte at fascismen ikke var en ideologi grundet dens karakter som en vilkårlig samling af idéer. Hitler selv foretrak at kalde nazismen et verdenssyn snarere end en systematisk ideologi. Dermed kan tankegangen få en religiøs karakter snarere end en være en invitation til en rationel debat, som netop en klassisk ideologi kan. Når netop fascister var tiltrukket ideer og teorier, var det ikke fordi, de kunne forklare verden, men fordi teorier evnede at aktivere folk politisk.
Et andet argument mod fascisme som ideologi, fremføres af dem, der ser fascismen som et historisk fænomen, hvormed det er svært at finde frem til dets kerneprincipper. Hvor starter og slutter fascisme. Dette kan blandt andet også illustreres ved de forskelle, som findes mellem italiensk og tysk fascisme. Man har blandt andet sået tvivl om, hvorvidt Det Imperiale Japan, Francos Spanien, Vichys Frankrig eller Peróns Argentina kan kaldes fascistiske.
Ernst Nolte har derimod gjort et forsøg på at definere fascisme som en ideologi gennem værket Fascismen i sin epoke. Ernst Nolte mener, at kernen i både det fascistiske Italien, de fascistiske bevægelser i Frankrig og det nationalsocialistiske Tyskland var ens. Det fører til den slutning, at ideologierne trods nationale forskelle bundede i en fælles fascistisk ideologi. I modsætning til nyere fascismeteorier er Noltes fascismeteori historisk begrænset, idet han mener, at de fascistiske regimer opstod i en periode, der var præget af stor social polarisering og socialistiske revolutionstendenser. Navnlig antikommunismen (antisocialismen) var at finde i fascismens kerne.
Med erkendelsen af mange autoritære regimer og bevægelser i efterkrigstiden, tenderer de nyere fascismeteorier til at omfatte et bredere spektrum af bevægelser, herunder både bevægelser, der særligt fører det nationalsocialistiske tankegods videre og identificerer sig positivt med det nationalsocialistiske Tyskland (i Danmark DNSB), og andre bevægelser. Særligt dem, der kan forbindes med det nye højre, der hovedsageligt er en intellektuel bevægelse, men også partier som NPD i Tyskland, Front National i Frankrig, Vlaams Belang i Belgien, Frihedspartiet i Østrig og Svoboda i Ukraine. Dansk Folkeparti i Danmark har taget afstand fra fascismen og regnes ikke med.

### Generisk fascisme teori og det nye konsensus
Ifølge Matthew Lions skal fascisme ses som en ekstrem højreorienteret ideologi med fokus på nationen eller racen, som det organiske samfund der overgår alle andre loyaliteter. For fascisterne blev kampen mod individualisme og moralsk forfald en essentiel del af ideologien, hvormed en spirituel revolution var ønsket. Samtidig blev der indledt en kamp mod alt, hvad der kunne true det organiske fællesskab. Fascismen er typisk populistisk idet den søger at aktivere folket i kamp mod fjenden. Samtidig er den også elitær idet den etablerer en maskulin fører, der bedst eksemplificeres gennem de mange billeder af Mussolini. Fascismen søger at undertvinge alle dele af samfundet til dens ideologiske vision gennem en totalitær stat. Både som bevægelse og regime søger fascisme at bruge masseorganisation til at integrere og kontrollere samt anvende organiseret vold til undertrykkelse.
Roger Griffin søger ligesom Lions at definere fascisme som en ideologi. For det første understreger han, at den tilgang som han er eksponent for, søger at definere fascisme som andet end stil (uniformer og symboler som Svastika eller fasces) eller struktur (karismatiske ledere, etpartisystem, korporatisme etc.). For det andet mener Griffin, at fascismens kerne er hårdkogt nationalisme. En anden central komponent i fascismen er ideen om genfødsel eller palingenesis. Dette ses blandt hos mange forskellige bevægelser så som Faisceau, The British Union of Fascists, Falangisterne samt NSDAP, på trods af at særligt de to sidstnævnte ikke anvendte begrebet selv. Dette understøttes af de få tilfælde, hvor højreekstreme har givet deres definition af fascisme.

## Fascismen i Italien
I Italien opstod den af Benito Mussolini førte fascistiske bevægelse i 1919, hvor der dannedes kampgrupper fasci særligt i Syditalien. I de første år havde de ikke megen opbakning, og deres program adskilte sig heller ikke meget fra de socialistiske partiers. I 1921 og 1922 blev bevægelsen dog til den største i Italien. 22. oktober 1922 gennemførtes Marchen mod Rom, og den italienske konge så sig tvunget til at vælge Mussolini som regeringschef. Mussolini blev først enevældig i Italien i 1925. Den fascistiske bevægelse blev ved magten til 1943, da de allierede i 2. verdenskrig gik i land i Italien. I Norditalien forblev Mussolini ved magten til Tysklands nederlag i 1945.

### Vigtige elementer i den italienske fascisme
- Den italienske fascisme er først og fremmest autoritær. Den er fortaler for en dyb hierarkisk organisering af samfundet og underordning af det enkelte individs interesser under statens (totalitarisme). Den italienske fascisme overtager den konservative opfattelse af samfundet som en organisme, der ikke er en sammenslutning af individer, men en naturlig eksistens, hvis individer er en uløselig del af denne organisme. Formålet er at forbedre denne organisme, altså staten.
  - Den italienske fascisme hylder fører-princippet. Benito Mussolini skulle være den forbilledlige fører, der på en side skulle ligne den italienske borger og på den anden side være ophøjet.
- Den italienske fascisme er fra begyndelsen stærkt militaristisk og voldsfikseret. Det kommer til udtryk i dens paramilitære forbund og store militærparader.
- Den økonomiske organisering er korporativ-syndikalistisk i en særlig fascistisk form. Syndikalismen var en radikalt venstreorienteret arbejderbevægelse, der ønskede arbejdernes overtagelse af fabrikkerne og deres selvorganisering. Den fascistiske form ønskede, at produktionen tilrettelægges af arbejdsgiveren og arbejderne i en fælles fagforening, mens de eksisterende opløstes. I praksis fik arbejderne dog ikke mere indflydelse. Tværtimod blev produktionen mere centraliseret, idet produktionsgrenene og statsmagten på nationalt plan i Kammeret af kampforbundene og korporationerne tilrettelagde produktionen.
- Ødelæggelse af politisk opposition.
- På mange punkter ønsker den italienske fascisme at lade Romerriget genopstå med fasces, førerkult og de fascistiske, imperialistiske bestræbelser, særligt i forhold til Italiens nabolande, men de lykkedes aldrig rigtigt, bortset fra Italiens angreb på og kolonisering af Etiopien i 1935.
- Mens andre højreorienterede ideologier havde en stærkt begrænset grundlag i monarken, adelen og storborgerskabet, er fascismen en folkelig, nationalistisk massebevægelse, der omfatter alle samfundsgrupper. Samtidig med at kampforbundene mobiliserer størstedelen af den arbejdende befolkning, har Mussolini hele tiden også de store jordbesiddere og storborgerskabet i ryggen.
- Antisocialisme er en vigtig del af fascismen, hvor der, i ordets bogstaveligste forstand, bliver slået hårdt ned på socialister, der repræsenterer det nye og frihed og lighed.

## Fascisme i andre lande

### Tyskland
I Tyskland kom den fascistiske bevægelse omkring partiet NSDAP til magten i januar 1933 efter en langsom opbygning gennem 1920’erne. Den fascistiske magtovertagelse i Italien var et forbillede for bevægelsen, der dog på visse punkter adskilte sig fra bevægelsen i Italien og i dag for mange er et bedre eksempel på fascismen, særligt fordi den på internationalt plan spillede en langt større rolle end Italien.
Bevægelsen i Tyskland kaldte sig nationalsocialistisk. Den byggede på et nationalistisk og aggressivt racistisk, særligt antisemitisk, verdenssyn, mens kun nationalismen var bærende for den italienske fascisme. "Socialismen" i denne forbindelse bør ikke forveksles med den venstreorienterede ideologi, selvom nationalsocialisterne også særligt i dens første år krævede visse sociale reformer, der var et strategisk udgangspunkt for at opnå en afskaffelse af arbejdsløsheden.
Nationalsocialismen kulminerede under og i 2. verdenskrig (1939-1945), som et resultat af de tyske imperialistiske bestræbelser i særligt Østeuropa, og i den systematiske udryddelse af omkring 6 millioner jøder og mange andre mennesker, der ligeså ansås som fjender af nationen.
Se også Nationalsocialisme.

### Frankrig
I Frankrig opstod den måske første fascistiske bevægelse. Den var tæt på at komme til magten i slutningen af 1880’erne i et antisemitisk Frankrig. Bevægelsen var dannet omkring generalen Georges Boulanger og havde navnet La Boulange. Den krævede revision af den franske konstitution, revanche mod Tyskland efter krigen i 1870/71 og restauration af monarkiet. Den var støttet af både venstre- og højreorienterede.
Der var i Frankrig mange lignende bevægelser, der både var nationalistiske og antisemitiske. Hadet mod Tyskland var stort, særligt efter den tabte krig i 1870/71. Nogle krævede en tilbagerulning af republikken, andre accepterede det moderne Frankrig.
Frem til 2. verdenskrig var den mest betydningsfulde bevægelse Action Française med Charles Maurras, der dog aldrig blev til en massebevægelse. Under 2. verdenskrig blev Frankrig besat af Tyskland og Vichy-regimet kom til magten, der ledtes af fascisten, marskal Philippe Pétain.

### Spanien
I Spanien førte politisk uro til den Spanske Borgerkrig i 1936-1939 mellem højrefløjen og venstrefløjen, hhv. Franco og den folkevalgte, republikanske folkefrontsregering. Krigen endte med, at højrefløjen vandt, og general Francisco Franco blev diktator. Han blev ved magten til sin død i 1975.
Det diskuteres stadig om Spanien var fascistisk. Nogle kalder styret fascistisk, andre kalder det autoritært-konservativt. Særligt i de første årtier var styret fascistisk, fordi Franco var meget afhængig af statspartiet, FET y de las JONS (senere Movimiento Nacional). Movimiento Nacional bestod af en række vidt forskellige højrefløjspartier, hvor særligt sammenslutningen La Falange Española de las JONS rummede mange fascistiske træk. De andre var mere præget af konservatisme.
Senere mistede statspartiet opbakning og indflydelse, mens den katolske kirke øgede sin indflydelse.
La Falange Española de las JONS var antikommunistisk og ønskede ligesom i Italien en korporativ-syndikalitisk organisering af produktionen. Den havde også paramilitære grupper, som de italienske fasci. Den var også præget af socialistiske elementer og ønskede en jordreform til gavn for de mindre bønder.
Tiden efter borgerkrigen, hvor den havde mest indflydelse, blev kaldt den ”blå periode” og var præget af ”blå terror”, hvor hundrede tusinder af politiske modstandere blev tortureret, dræbt eller sat i koncentrationslejre.
I resten af tiden frem mod 1975 søgte særligt kirken og militæret indflydelse, men Franco formåede det meste af tiden at spille dem ud mod hinanden, og de magtfulde poster besatte Franco med dem, der stod ham nær.
Franco havde aldrig selv en hård ideologisk linje. Han var frem for alt konservativ, ærkekatolsk, antidemokratisk og antikommunistisk. Han var villig til med magt at opretholde et autoritært styre, der plejede konservative og katolske værdier, som han så som grundlag for den spanske nation, og tilintetgøre enhver, der ville ændre dette system.
Den spanske fascisme var således kun for en kort tid fascistisk, som Italien og Tyskland. Spanien adskiller sig særligt i disse år fra andre fascistiske lande, fordi det ikke førte en aggressiv national-racistisk politik, fordi landet ikke var aktivt imperialistisk og fordi befolkningen ikke deltog aktivt i opretholdelsen af fascismen, men derimod var præget af dyb apati.

### Rumænien
Rumænien havde en vigtig fascistisk bevægelse, Jerngarden.

### Ungarn
I Ungarn var det vigtigste fascistiske parti Pilekorspartiet, der regerede i 1944-45.

### Andre europæiske lande
Under 2. verdenskrig var fascistiske bevægelser ved magten pga. tysk besættelse i Øst- og Sydøsteuropa og de fleste af Tysklands nabolande (jf. ovenstående).